# Dean Woods
Dean Woods OAM (* 22. Juni 1966 in Wangaratta; † 3. März 2022) war ein australischer Radrennfahrer.

## Werdegang
Woods wurde 1983 bei den UCI-Bahn-Weltmeisterschaften der Junioren Weltmeister in der 4000-m-Einerverfolgung und Zweiter im Punktefahren. 1984 nahm er erstmals an den Olympischen Sommerspielen teil. Woods, der noch der Juniorenklasse angehörte und im selben Jahr seinen Weltmeistertitel verteidigte, gehörte neben Michael Grenda, Kevin Nichols und Michael Turtur zum australischen Bahnvierer, der völlig überraschend den hohen Favoriten USA schlug. In der Einerverfolgung unterlag Woods im Rennen um die Bronzemedaille. 1983 und 1984 siegte er im Velká Cena Evropy, einem internationalen Turnier in der Einerverfolgung.
Den nationalen Titel in der Einerverfolgung gewann Woods 1985. 1986 gewann Woods bei den Commonwealth Games den Wettbewerb über zehn Meilen auf der Bahn, die Einerverfolgung und wurde Dritter der Weltmeisterschaft in der Einerverfolgung. Bei den Olympischen Sommerspielen 1988 in Seoul bestritt Woods wieder die Einer- sowie die Mannschaftsverfolgung. In der Einerverfolgung unterlag er im Finale Gintautas Umaras und errang die Silbermedaille; mit der Mannschaft, zu der neben Woods Brett Dutton, Wayne McCarney und Stephen McGlede gehörten, belegte er den dritten Rang in der Mannschaftsverfolgung.
1989 schloss Woods einen Profivertrag mit dem Team Stuttgart ab und wechselte auf die Straße. Bei den UCI-Bahn-Weltmeisterschaften 1986 belegte er in der Einerverfolgung der Profis den zweiten Platz. Woods war wenig erfolgreich auf der Straße, sein größter Erfolg waren die Siege beim Melbourne to Warrnambool Cycling Classic 1990 und 1993, wobei er 1990 den noch heute gültigen Streckenrekord aufstellte. 1993 ließ sich Woods reamateurisieren. Im Bahnradsport gewann er 1994 das Sechstagerennen von Grenoble. 1996 nahm er an seinen dritten Olympischen Sommerspielen teil. In Atlanta startete er mit Brett Aitken, Stuart O’Grady und Tim O’Shannessey wieder in der 4000-m-Mannschaftsverfolgung; das Team belegte hinter Frankreich und Russland den dritten Platz.
Für seine Verdienste um den Radsport wurde er 1985 mit der Medaille des Order of Australia ausgezeichnet. 2000 wurde er in die Sport Australia Hall of Fame aufgenommen.
Seit dem Rückzug aus dem aktiven Radsport betrieb Woods in seiner Heimatstadt einen Radsportladen. Im März 2022 erlag er 55-jährig einem Krebsleiden.